# Wincare
Wincare war eine auf die Krankenversicherung spezialisierte Schweizer Versicherungsgesellschaft. Ihr Kerngeschäft bildete die Grundversicherung nach dem Krankenversicherungsgesetz sowie Zusatzversicherungen. Das Unternehmen bestand aus zwei Gesellschaften. Die Wincare Versicherungen AG führte die obligatorische Krankenpflegeversicherung durch, während die Wincare Zusatzversicherungen AG die Zusatzversicherungen anbot. Insgesamt zählte Wincare in der Vergangenheit mehr als 278’000 Versicherte und erzielte 2008 Prämieneinnahmen von 928,9 Millionen Schweizer Franken, davon 700,6 Millionen Franken in der Grundversicherung.
Wincare bildete ursprünglich das Krankenversicherungsgeschäft in der Schweiz der ehemaligen, 1875 gegründeten Winterthur Group. Im März 2006 veräusserte die Winterthur Group die beiden Wincare-Gesellschaften mit insgesamt 370 Mitarbeitern sowie das Einzelkranken- und Einzelunfallversicherungsgeschäft an die Sanitas Krankenversicherung.